# Kaspar Maria von Sternberg
Kaspar Maria von Sternberg (Březina, 6 febbraio 1761 – Březina, 20 dicembre 1838) è stato un geologo, botanico e teologo ceco, ritenuto il fondatore della paleobotanica moderna.

## Biografia
Kaspar Maria von Sternberg nacque nel castello di Březina, situato nei pressi di Praga, discendente da una delle più antiche famiglie boeme. Durante i suoi primi anni d'infanzia, Sternberg ricevette un'educazione mista, sia in casa da un precettore che in una scuola pubblica, rivelando un'attitudine per le lingue straniere e le scienze naturali. A undici anni d'età, decise di seguire la carriera ecclesiastica nel seminario di Friburgo e poi di Ratisbona.
Studiò filosofia  all'università Carolina di Praga dal 1777 al 1779 e teologia a Roma nel 1779 presso il Collegium Germanicum. Nel 1782, con la chiusura per motivi politici del collegio, continuò i suoi studi a Pavia e successivamente a Napoli.
Nel 1783 incominciò la sua carriere ecclesiastica a Ratisbona divenendo sotto diacono nel 1785. Fu a Ratisbona che si affiliò ad una loggia massonica di nome "Die Wachsenden zu den Drei Schlüsseln" integrandosi nei circoli intellettuali e aristocratici della zona. La sua carriera non progredì mai, difatti la convulsione politica e sociale conseguente alla rivoluzione francese, disilluse Sternberg dalle prospettive che la vita religiosa gli poteva offrire. Contemporaneamente crebbe il suo interesse per le scienze naturali tanto che, nel 1795, divenne uno dei primi membri dell'Associazione di Botanica di Ratisbona, con la mediazione dell'amico il conte de Bray.

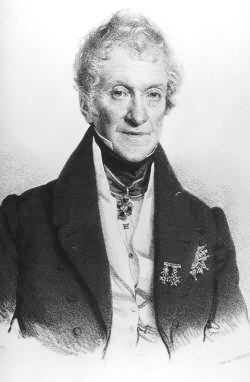
Kaspar Maria von Sternberg

Nel 1805 si recò a Parigi in occasione dell'incoronazione di Napoleone ed ebbe modo di conoscere i migliori scienziati francesi dell'epoca come il matematico Pierre Simon Laplace, lo zoologo Georges Cuvier e il naturalista berlinese Alexander von Humboldt.
Nel 1808 con la morte del fratello Joachim cadde in una profonda crisi spirituale e preferì lasciare l'abito talare e dedicarsi al servizio delle scienze. Il suo primo obiettivo di studio fu la flora locale delle Alpi, del Tirolo e della Carinzia, pubblicando i risultati delle ricerche riguardanti la famiglia delle Saxifragaceae e delle specie di Ranunculus.
Il suo interesse principale fu, la paleobotanica, e fu il primo ricercatore a stabilire l'associazione delle piante fossili a determinati ambienti sedimentosi, a dimostrare la somiglianza ecologica e botanica esistente fra alcune piante fossili e le piante attuali del medesimo ambiente. Il suo lavoro, contribuì molto a cambiare l'idea e la conoscenza che si teneva nel XVIII secolo riguardante la vita nel periodo antidiluviano.
In cooperazione con Lorenz Oken, finanziò il Versammlungen deutscher Naturforscher und Ärzte e nel 1818  fondò con il cugino Franz Sternberg-Manderscheid il Vaterländisches Museum des Königreichs Böhmen, il Museo Nazionale,  in Praga. Nel 1820 frequentò Johann Wolfgang von Goethe.
Fu il primo botanico a riconoscere in Italia l'interesse floristico della zona del monte Tombea e Caplone. Egli compì in questa zona un viaggio tra il 6 maggio e il 20 luglio 1804, passando l'8 giugno in Val di Ledro e in Val d'Ampola ove raccolse sotto le rupi due piante prima sconosciute. Una era la Saxifraga aracnoidea, da lui descritta nell'opera pubblicata nel 1810,  Revisio Saxifragarum iconibus illustrata. L'altra divenne poi nota come Aquilegia thalictrifolia.
Sternberg fu membro di numerose accademie e associazioni scientifiche. Nel 1832 l'imperatore Francesco II lo decorò con la croce di commendatore dell'impero austriaco dell'ordine di Leopoldo. Morì nel castello di Březina nel 1838.

## Scritti
- Revisio Saxifragarum iconibus illustrata, 1810
- Versuch einer geognostisch-botanischen Darstellung der Flora der Vorwelt (1820–1838)